# 如意集团
连云港如意集团股份有限公司 （深交所：000626）是中国深圳证券交易所的一家上市公司，主营业务范围为进出口贸易业务。
2011年，该公司主营业务收入为31318077508.87元，公司净利润为30348079.08元，公司总资产为4963723244.93元。